# Marthe Turgeon
Pour les articles homonymes, voir Turgeon.
Marthe Turgeon (Armagh, 29 novembre 1944 - Montréal, 28 août 2011, à 66 ans) est une actrice québécoise.

## Biographie

### Formation
Marthe Turgeon est née à Armagh (comté de Bellechasse), dans la grande région de Québec, en 1944, ville où elle reçoit sa  formation en art dramatique. En cours de carrière, elle obtient plusieurs bourses de création, qui lui permettent, notamment, un séjour de perfectionnement en France, puis une participation à un atelier au New York Film Academy. Encore, en 2004, elle participe à un atelier d’écriture dirigé par Martin Mercier au Centre d’écriture scénique de Montréal.

### Actrice
Elle débute en 1972 sur scène et, en quelque trente ans, elle se produit dans une centaine de premiers rôles. 
Déjà, en 1975, elle joue à l'Île Sainte-Hélène (Montréal), au Théâtre de la Poudrière, dans la farce en un acte La cruche cassée (de Heinrich von Kleist), mise en scène d'Albert Millaire, aux côtés de notamment Jacques Galipeau (L'inspecteur Walter).
Sa carrière théâtrale se déroule en divers autres lieux et dans diverses troupes successives : au TNM, à la NCT, au Théâtre d'Aujourd'hui, au Théâtre Espace Libre, au Centre Saidye-Bronfman, au Théâtre Jean-Duceppe, au Winnipeg Theatre, au Théâtre français de Toronto, au Théâtre du Nouvel-Ontario, à Limoges (en France), ainsi que dans plusieurs autres lieux de création et de diffusion. 
Sa voix grave et chaude, de même que son excellente diction, la destinent à la tragédie, mais elle sait aussi briller dans la comédie. Ce talent pour la comédie est notamment mis en valeur dans la création, en 1981, de Vie et mort du roi boiteux, aux côtés de Jean-Pierre Ronfard, acteur, metteur en scène et auteur de cette fresque théâtrale tragi-comique de près de 13 heures. Elle y incarne Catherine Ragone (la mère du roi boiteux, joué par Ronfard) en plus d'être responsable des costumes.
Marthe Turgeon rejoue, en 1988, sous la direction de Ronfard dans Autour de Phèdre, une performance qui lui vaut le prix d'interprétation féminine de l'Association des critiques de théâtre. Elle s'illustre aussi sous Brigitte Haentjens (Le chien, Caligula, Bonjour là, bonjour), sous Alice Ronfard (Les Troyennes) et sous Lorraine Pintal (Les reines, Stabbat Mater et L'asile de la pureté).
Elle tient aussi de nombreux rôles dans des séries télévisées et au cinéma, dans notamment : Si la tendance se maintient (2001), Haute Surveillance (1981, 2000), Vice caché (2006), Omerta III (1999), Peepshow, L’Homme de rêve, Cruising Bar (1989). 

### Formatrice
Elle a également œuvré à titre de professeur-animateur au centre d’art La Maison Jaune de Québec, où elle a animé des ateliers pendant plusieurs années. Depuis 1998, elle donnait des ateliers de jeu et de mise en scène, notamment auprès des jeunes écoliers et préparait des acteurs à une audition pour le théâtre, la télévision ou le cinéma.

## Filmographie
- 1981 : Haute surveillance (Black Mirror) - Older inmate
- 1984 : La Femme de l'hôtel de Léa Pool - Comedienne singer
- 1985 : Discussions in Bioethics: A Chronic Problem -
- 1987 : Henri - Jeanne Painchaud
- 1988 : The Moderns - Rose Selavy
- 1988 : À corps perdu de Léa Pool -
- 1990 : Haute tension - Pour cent millions (TV) - Florence Delauney
- 1991 : Cruising Bar - Mado
- 1991 : Nelligan - Mme St-Jean
- 1991 : Black Robe - Laforgue's Mother
- 1993 : Les Grands Procès - Juge Poupart
- 1995 : Les héritiers Duval (TV) - Gestionnaire fondation Lucille Teasdale
- 1995 : Le Confessionnal - The Healer
- 1997 : Les Mille Merveilles de l'univers - La chirurgienne
- 1999 : Omertà, le dernier des hommes d'honneur (série TV) -
- 1999 : L'Île de sable -
- 2000 : Haute surveillance (série TV) - Madame M.
- 2001 : Si la tendance se maintient (série TV) - Hélène Bourgault
- 2002 : Katryn's Place - Mother
- 2004 : L'Incomparable Mademoiselle C. - Simone Saitout
- 2005 : Trudeau II: Maverick in the Making (feuilleton TV) - Thérèse Casgrain
- 2006 : Vice caché – Chauffeuse d'autobus
- 2011 : L'Heure du thé (très court métrage) - Alice Prégent

## Récompenses et Nominations

### Récompenses
- 1989 : Prix de la critique comme meilleure actrice pour son rôle de Phèdre dans Autour de Phèdre de Jean-Pierre Ronfard[2], décerné par l'Association des critiques de théâtre[1]

### Nominations
- 1989 : finaliste aux Dora Mavor Moore Awards de Toronto pour le rôle (en anglais) de la mère dans la pièce Le chien de Jean Marc Dalpé, aux côtés de Roy Dupuis[2]
- 1990 : nomination pour le Prix de la critique pour son rôle de Médéa dans Rivage à l’abandon de Gilles Maheu et Carbone 14[2]